# Czernowskoje (Kraj Permski)
Czernowskoje (ros. Черновское) – wieś (sieło) w Rosji, w Kraju Permskim, w rejonie bolszesosonowskim. W 2021 liczyła 1661 mieszkańców.